# Marcia J. Rieke

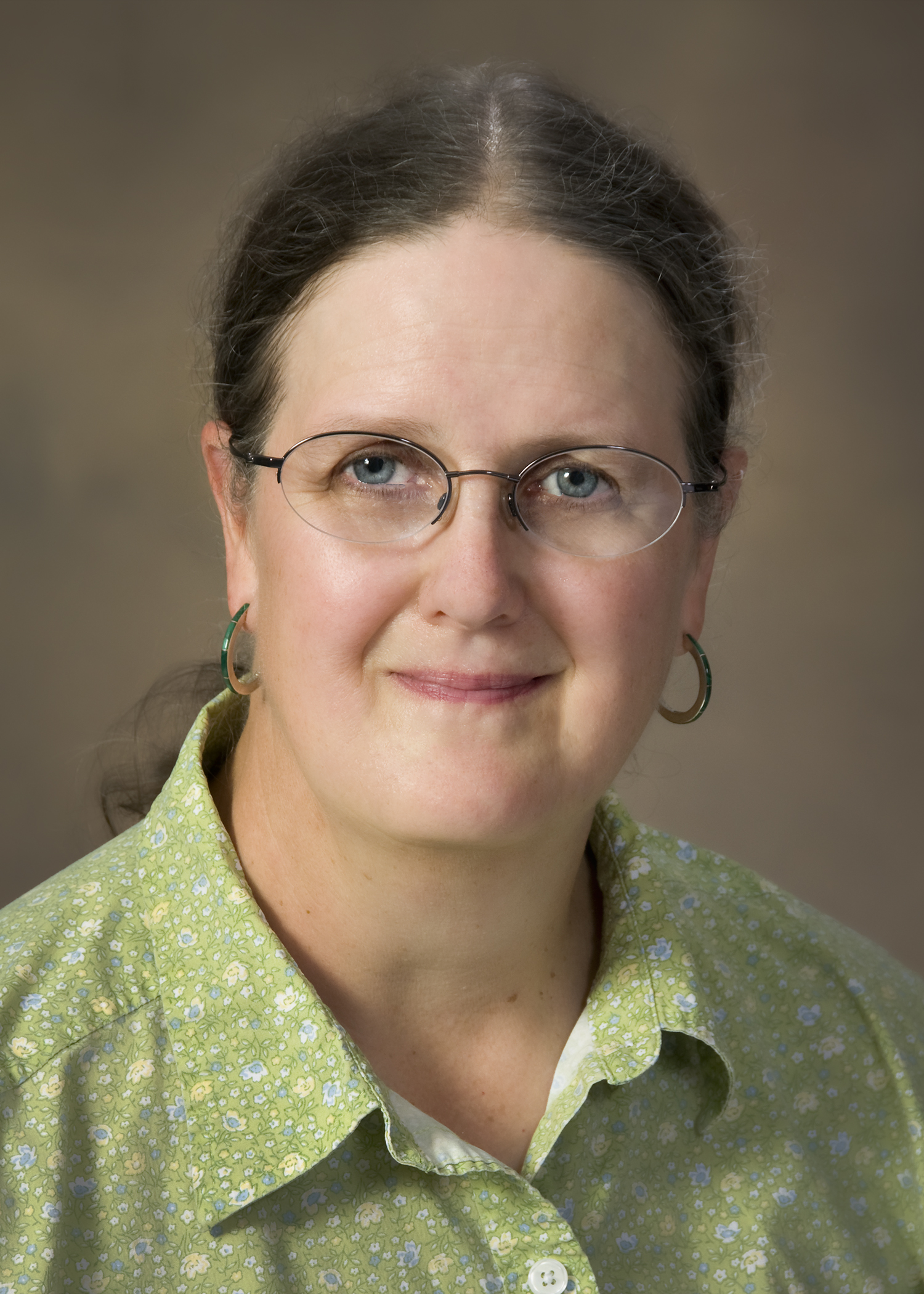
Marcia J. Rieke (2010)

Marcia J. Rieke (* 1951 in Michigan als Marcia Jean Keyes) ist eine US-amerikanische Astronomin und Astrophysikerin an der University of Arizona und am James Webb Space Telescope.

## Leben und Wirken
Rieke erhielt am Massachusetts Institute of Technology einen Abschluss in Physik. Hier erwarb sie 1976 bei Susan Louise Geisel Kleinmann mit der Arbeit The distribution of celestial infrared sources einen Ph.D. in Astronomie. Seit 1976 ist sie an der University of Arizona. Hier ist sie (Stand 2020) Regents Professor für Astronomie.
Zu ihren Leistungen zählen bahnbrechende Untersuchungen des galaktischen Zentrums und zum Phänomen der Starburstgalaxien. Sie war führend in der Einführung von Quecksilber-Cadmium-Tellurid-Detektoren. Rieke war stellvertretende leitende Astronomin am NICMOS-Projekt und ist leitende Astronomin am NIRCam-Projekt des James-Webb-Weltraumteleskops.
Laut Datenbank Scopus hat Rieke (Stand Januar 2025) einen h-Index von 73.
Rieke war in erster Ehe mit dem Astronom Larry Allen Lebofsky verheiratet. Ihr zweiter Ehemann George Rieke ist ebenfalls Astronom an der University of Arizona.

## Auszeichnungen
- 1980 George Van Biesbroeck Prize[4]
- 2007 Mitglied der American Academy of Arts and Sciences[5][6]
- 2012 Mitglied der National Academy of Sciences[7]
- 2014 Robert H. Goddard Award for Achievement in Science
- 2023 Bruce Medal
- 2023 Benennung eines Asteroiden nach ihr: (31948) Marciarieke.[8]
- 2024 Gruber-Preis für Kosmologie[9]
- 2025 Henry Norris Russell Lectureship
- 2025 Mitglied der American Philosophical Society